# Olympische Sommerspiele 2016
| Medaillenspiegel               | Medaillenspiegel   | Medaillenspiegel | Medaillenspiegel | Medaillenspiegel | Medaillenspiegel |
| Platz                          | Land               | G                | S                | B                | Ges.             |
| ------------------------------ | ------------------ | ---------------- | ---------------- | ---------------- | ---------------- |
| 1                              | Vereinigte Staaten | 46               | 37               | 38               | 121              |
| 2                              | Großbritannien     | 27               | 23               | 17               | 67               |
| 3                              | China              | 26               | 18               | 26               | 70               |
| 4                              | Russland           | 19               | 17               | 20               | 56               |
| 5                              | Deutschland        | 17               | 10               | 15               | 42               |
| 6                              | Japan              | 12               | 8                | 21               | 41               |
| 7                              | Frankreich         | 10               | 18               | 14               | 42               |
| 8                              | Südkorea           | 9                | 3                | 9                | 21               |
| 9                              | Italien            | 8                | 12               | 8                | 28               |
| 10                             | Australien         | 8                | 11               | 10               | 29               |
| …                              | …                  | …                | …                | …                | …                |
| 24                             | Schweiz            | 3                | 2                | 2                | 7                |
| …                              | …                  | …                | …                | …                | …                |
| 78                             | Österreich         | –                | –                | 1                | 1                |
| Vollständiger Medaillenspiegel |                    |                  |                  |                  |                  |

Die Olympischen Sommerspiele 2016 (offiziell Spiele der XXXI. Olympiade) wurden vom 5. bis zum 21. August 2016 in Rio de Janeiro ausgetragen. Die brasilianische Stadt war die erste in Südamerika und – nach Mexiko-Stadt 1968 – die zweite in Lateinamerika, in der Olympische Sommerspiele stattfanden.

## Bewerbungen

### Sieben Länder folgten dem Aufruf des IOC
Das Internationale Olympische Komitee (IOC) lud am 16. Mai 2007 alle 203 Nationalen Olympischen Komitees dazu ein, sich um die Olympischen Spiele 2016 zu bewerben und Veranstaltungsorte vorzuschlagen. Bis zum Ende der Bewerbungsfrist am 13. September 2007 reichten sieben Städte alle nötigen Unterlagen beim IOC ein. Auf dieser Basis erklärte das Executive Board des IOC am 4. Juni 2008 die Städte Chicago, Tokio, Rio de Janeiro und Madrid zu offiziellen Kandidaten. Die Entscheidung durch die Mitglieder des IOC fiel am 2. Oktober 2009 in Kopenhagen: Chicago und Tokio erhielten in den ersten beiden Wahlgängen die wenigsten Stimmen und schieden aus. Um 18:50 Uhr wurde Rio de Janeiro offiziell als Austragungsort der Spiele des Jahres 2016 bekanntgegeben.
Nachstehend die Ergebnisse der Wahlgänge:
|                |                    |         |         |         |
| Ort            | Land               | Runde 1 | Runde 2 | Runde 3 |
| Rio de Janeiro | Brasilien          | 26      | 46      | 66      |
| Madrid         | Spanien            | 28      | 29      | 32      |
| Tokio          | Japan              | 22      | 20      | –       |
| Chicago        | Vereinigte Staaten | 18      | –       | –       |

### Korruptionsverdacht bei der Vergabe
Wegen des Verdachts des Stimmenkaufs bei der Vergabe der Olympischen Sommerspiele an Rio de Janeiro hatte die brasilianische Bundespolizei am 5. September 2017 eine Großrazzia am Zuckerhut durchgeführt und Beweismaterial im Haus des Präsidenten des brasilianischen Olympischen Komitees Carlos Arthur Nuzman sowie am Sitz des „Comitê Rio 2016“ sichergestellt.

## Örtlichkeiten

### Überblick

Lageplan

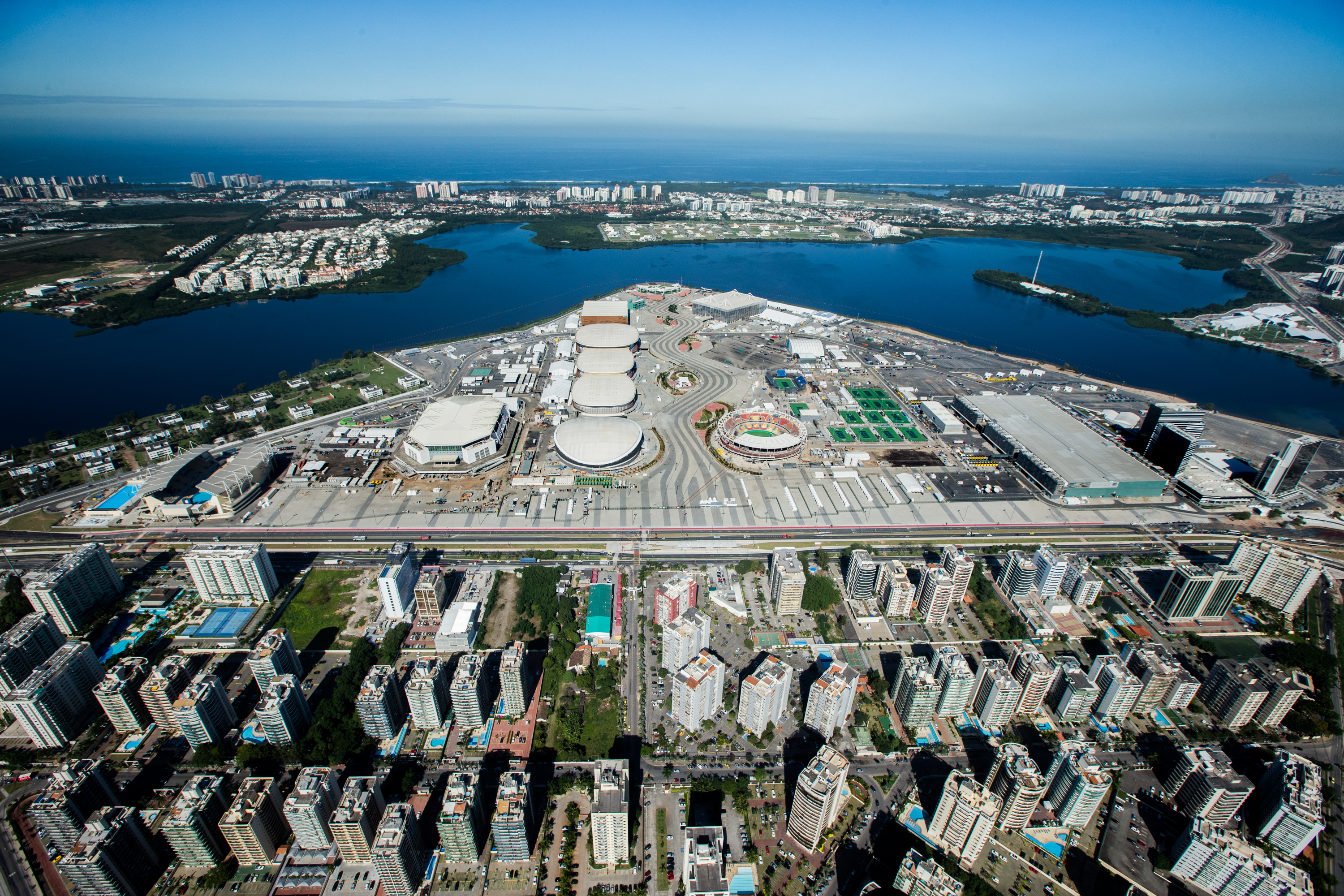
Olympic Park Rio de Janeiro

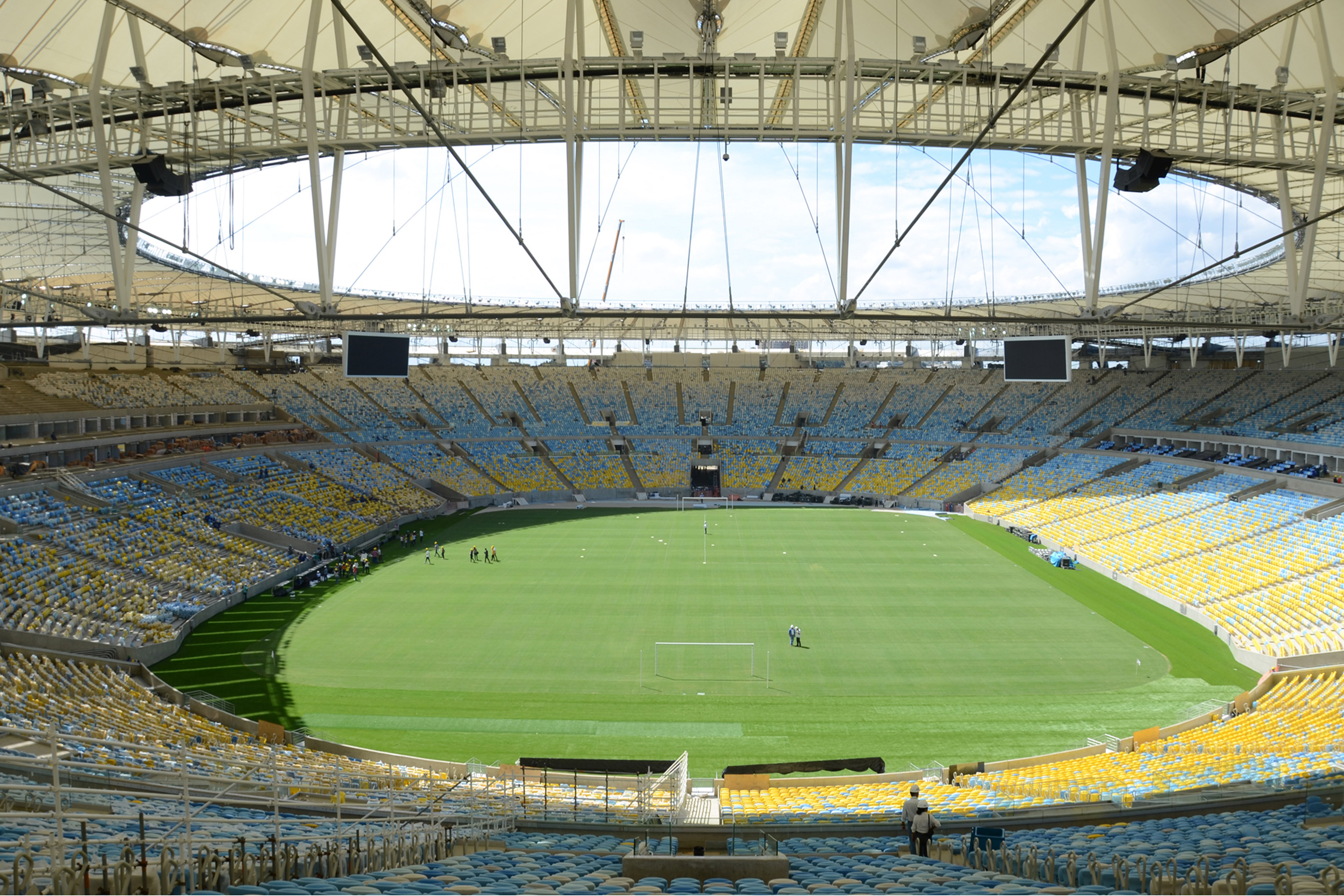
Maracanã-Stadion

Die Sportstätten befanden sich in vier Zonen innerhalb Rio de Janeiros: Maracanã, Barra, Deodoro und Copacabana. Die Eröffnungs- und Schlussfeier wurden, ebenso wie die Fußballfinals, im Maracanã-Stadion ausgetragen, die Leichtathletikwettbewerbe im Olympiastadion João Havelange. Zusätzlich zu den Sportstätten in Rio de Janeiro gab es noch vier Stadien in anderen Städten als Austragungsorte für die Vorrundenspiele im Fußball.
Ein für März 2016 geplanter Testwettbewerb im Bahnradsport im Rio Olympic Velodrome musste auf Ende April verschoben werden, da die Bahn nicht rechtzeitig fertiggestellt wurde. Während der Präsident des Weltradsportverbandes UCI, Brian Cookson, an dem Zustandekommen des neuen Termins zweifelte, zeigte er sich hingegen sicher, dass die Radrennbahn zu Beginn der olympischen Wettbewerbe bereit sei.

### Maracanã

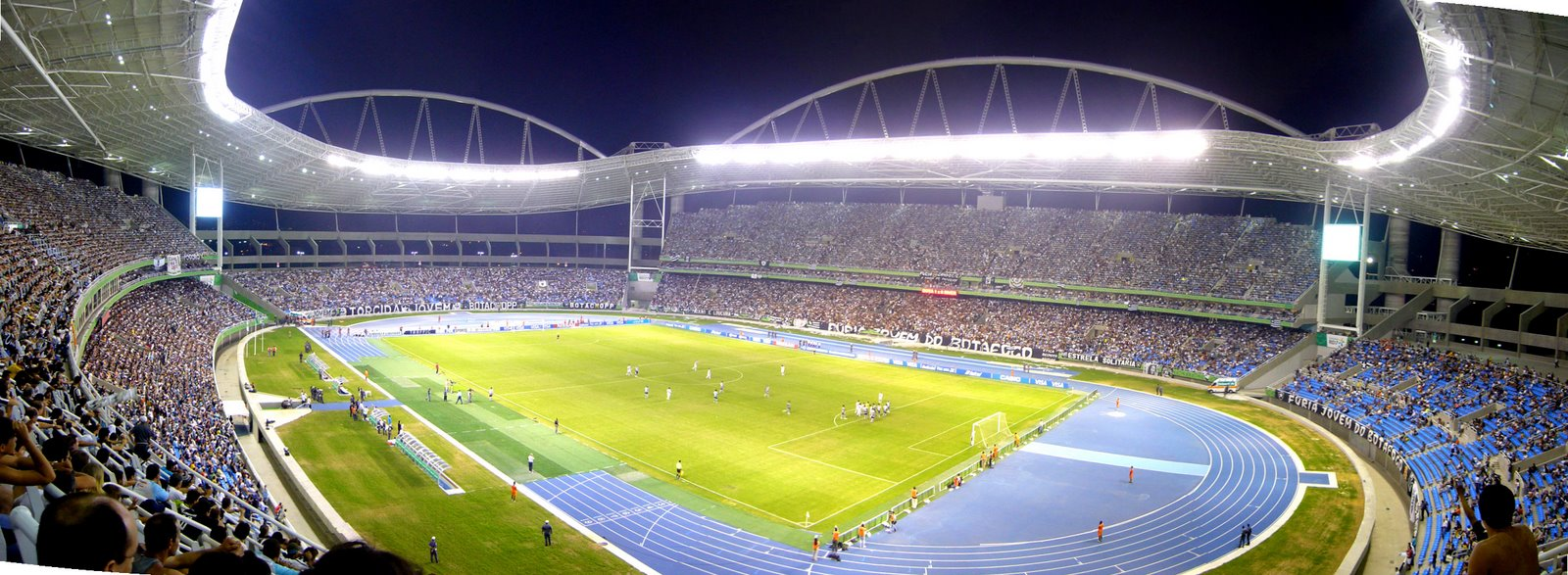
Olympiastadion

- Maracanã für Eröffnungs- und Schlussfeier und Fußball (78.600 Sitzplätze)
- Olympiastadion für Leichtathletik und Fußball (60.000 Sitzplätze)
- Maracanãzinho für Volleyball (11.800 Sitzplätze)
- Sambódromo für Marathon und Bogenschießen (20.000 (Marathon)/6.200 (Bogenschießen) Sitzplätze)

### Barra

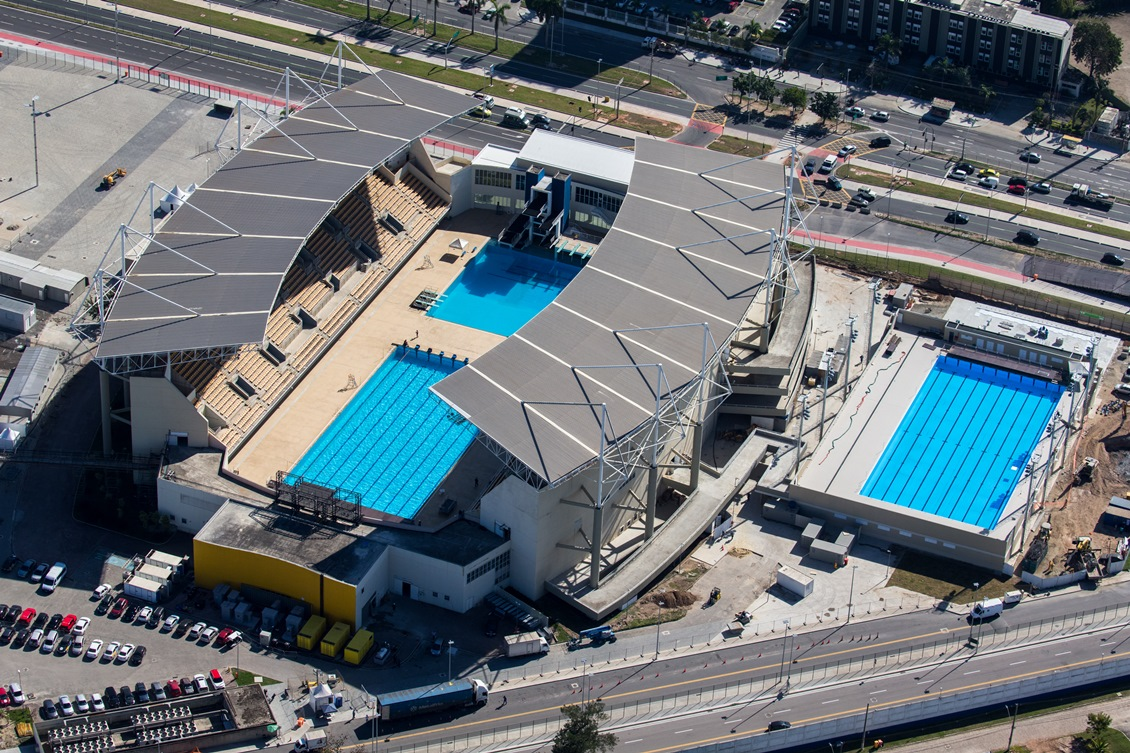
Parque Aquático Maria Lenk

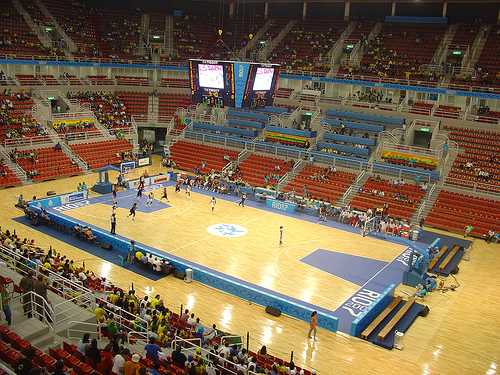
Rio Olympic Arena

- Rio Olympic Arena im Olympiapark für Kunst- und Trampolinturnen sowie Rhythmische Sportgymnastik (12.000 Sitzplätze)
- Estádio Aquático Olímpico im Olympiapark für Schwimmen und Wasserball (15.000 Sitzplätze)
- Arena Carioca 1 im Olympiapark für Basketball (15.000 Sitzplätze)
- Arena Carioca 2 im Olympiapark für Ringen und Judo (10.000 Sitzplätze)
- Arena Carioca 3 im Olympiapark für Fechten und Taekwondo (10.000 Sitzplätze)
- Arena do Futuro im Olympiapark für Handball (12.000 Sitzplätze)
- Centro Olímpico de Tênis im Olympiapark für Tennis (10.000 Sitzplätze/5.000 Sitzplätze/3.000 Sitzplätze/7 × 250 Sitzplätze)
- Velódromo Municipal do Rio im Olympiapark für Bahnradsport (5.000 Sitzplätze)
- Parque Aquático Maria Lenk im Olympiapark für Kunst- und Turmspringen, Synchronschwimmen und Wasserball (5.800 Sitzplätze)
- Riocentro-Halle 2 für Gewichtheben (6.500 Sitzplätze)
- Riocentro-Halle 3 für Tischtennis (6.500 Sitzplätze)
- Riocentro-Halle 4 für Badminton (6.500 Sitzplätze)
- Riocentro-Halle 6 für Boxen (9.000 Sitzplätze)
- Campo Olímpico de Golfe für Golf (25.000 Plätze)
- Pontal für Gehen und Zeitfahren (5.000 Plätze)

### Deodoro
- Centro Nacional de Hipismo für Spring-, Dressur- und Vielseitigkeitsreiten (Springreiten und Dressur: 14.000 Sitzplätze, Vielseitigkeit: 20.000 Sitzplätze)
- Olympic Hockey Centre für Hockey (Hauptstadion 8.000 Sitzplätze)[5]
- Centro Nacional de Tiro für Sportschießen (2.000 Sitzplätze)
- Deodoro-Stadion für Modernen Fünfkampf und Siebener-Rugby (20.000 Sitzplätze)
- Centro Aquático de Deodoro für Modernen Fünfkampf (2.000 Sitzplätze)
- Arena da Juventude für Modernen Fünfkampf und Basketball (5.000 Sitzplätze)
- Centro Olímpico de Mountain Bike im X-Park für Mountainbike (5.000 Sitzplätze)
- Centro Olímpico de BMX im X-Park für BMX (5.000 Sitzplätze)
- Deodoro Olympic Whitewater Stadium in der X-Park-Sektion des Deodoro Olympic Park für Kanuslalom (8.000 Sitzplätze)[6]

### Copacabana

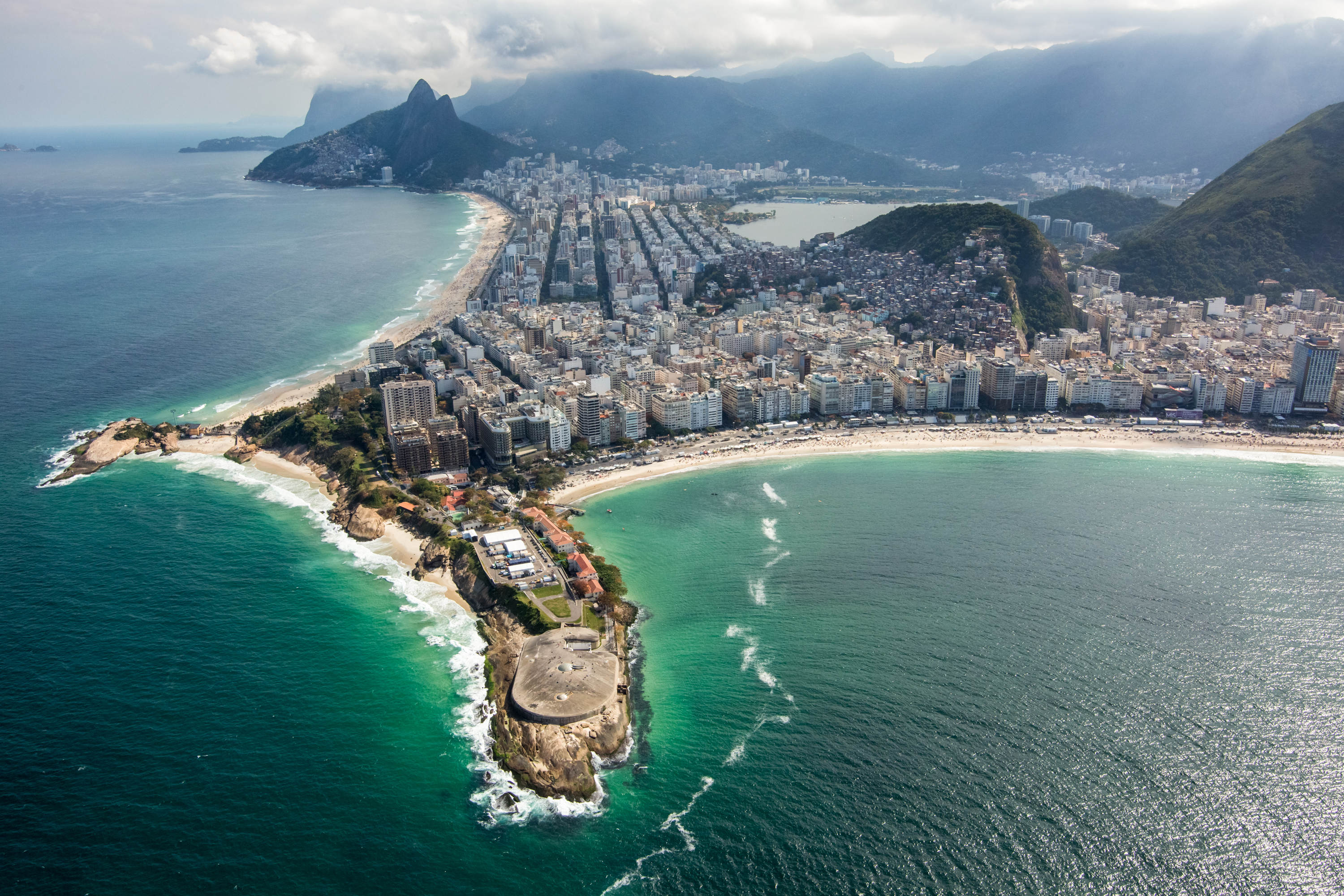
Forte de Copacabana

- Lagoa-Stadion auf der Lagoa Rodrigo de Freitas für Rudern und Kanu/Kajak Sprint (10.000 Sitzplätze)
- Arena de Vôlei de Praia an der Copacabana für Beachvolleyball (12.000 Sitzplätze)
- Forte de Copacabana an der Copacabana für Triathlon, Straßenrennen, Langstreckenschwimmen (5.000 Sitzplätze)
- Marina da Glória an der Guanabara-Bucht für Segeln (3.500 Sitzplätze)

### Fußballstadien
Am 16. März 2015 benannte die FIFA die Stadien für die olympischen Fußballturniere der Frauen und Männer. Die sieben Spielstätten verteilten sich auf sechs Städte. Neben Rio de Janeiro mit zwei Stadien waren Brasília, São Paulo, Belo Horizonte, Salvador da Bahia und Manaus Spielorte. Bis auf das Olympische Stadion Nilton Santos waren alle Stadien auch Austragungsort der Fußball-Weltmeisterschaft 2014.
- Maracanã-Stadion (74.738) in Rio de Janeiro
- Nationalstadion Brasília (70.064) in Brasília
- Mineirão-Stadion (62.160) in Belo Horizonte
- Arena de São Paulo (48.000) in São Paulo
- Olympiastadion João Havelange, auch Estádio Nílton Santos genannt, (60.000) in Rio de Janeiro
- Arena Fonte Nova (48.747) in Salvador
- Arena da Amazônia (44.310) in Manaus

### Olympisches Dorf
Das olympische Dorf wurde nahe dem Riocentro und dem Olympiapark in Barra errichtet.

## Symbolik

### Logo
Das offizielle Logo der Spiele wurde am Abend des 31. Dezember 2010 während der Silvesterfeiern am Strand von Copacabana vorgestellt.
Das von der Agentur Tátil in Rio entworfene Logo stellt drei händehaltende Menschen dar. Die Umrisse sind wiederum an einen Blick auf den Zuckerhut von der Botafogo-Bucht angelehnt worden. Die Farbe Grün kann als Metapher für die Natur angesehen werden, Gelb für die Sonne und Blau für das Meer; auch sind dies die Farben der Flagge Brasiliens. Das Logo steht unter dem Motto Paixão e Transformação („Leidenschaft und Wandel“).
Sämtliche Medaillengewinner bekamen bei der Siegerehrung neben den Medaillen auch eine Skulptur des Logos überreicht.

### Maskottchen
Das offizielle Maskottchen der Spiele war ein Fabelwesen mit dem Namen Vinicius, das die brasilianischen Agentur Birdo zusammen mit dem Maskottchen der Paralympics gestaltet hatte.

## Zeremonien

### Fackellauf
Das olympische Feuer wurde am 21. April 2016 im Beisein des IOC-Präsidenten Thomas Bach im Heiligen Hain des antiken Olympia mit einem Parabolspiegel durch die Strahlen der Sonne entfacht. Der olympische Fackellauf verlief quer durch Griechenland und brachte die Flamme auch ins Athener Flüchtlingslager Eleonas, wo sie durch den 27-jährigen syrischen Flüchtling und Schwimmer Ibrahim Al Hussein getragen wurde, der bei einem Bombenangriff seinen halben Unterschenkel verloren hatte. Danach wurde die Fackel ins schweizerische Lausanne gebracht, Sitz des Internationalen Olympischen Komitees, ehe sie am 3. Mai Brasiliens Hauptstadt Brasília erreichen sollte. Erste Fackelträgerin auf brasilianischem Boden war die zweifache Volleyball-Olympiasiegerin Fabiana Claudino, die die Fackel von Brasiliens Präsidentin Dilma Rousseff überreicht bekam. Von Brasília aus begann ein ca. 20.000 Kilometer langer Fackellauf durch 330 Städte des Gastgeberlandes.

### Eröffnungsfeier

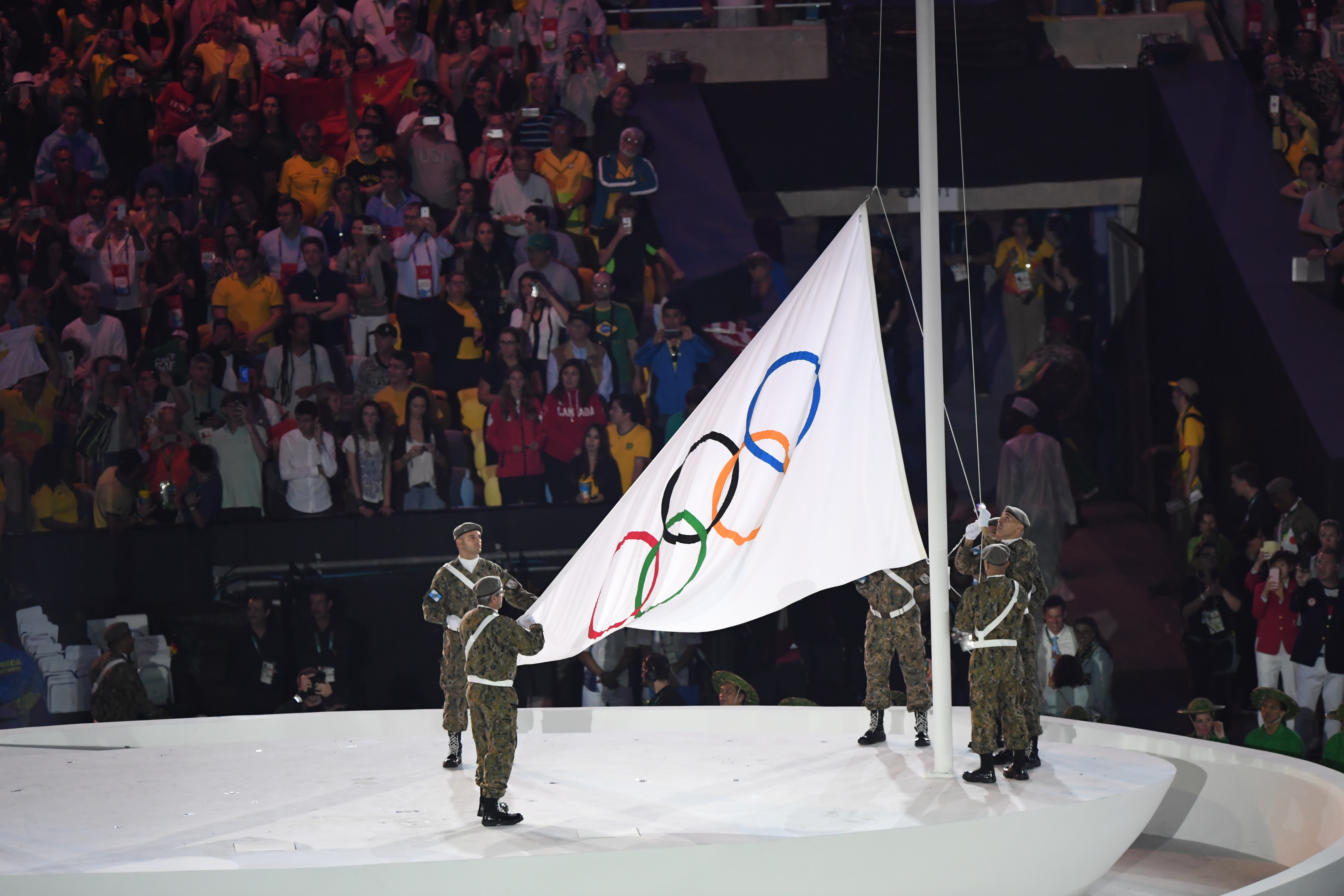
Hissen der olympischen Fahne

Die Eröffnungsfeier fand am 5. August 2016 mit einem aufwendigen Kulturprogramm und dem traditionellen Einmarsch der teilnehmenden Athleten aus 206 Nationen und von zehn Athleten mit Flüchtlingsstatus im Maracanã-Stadion statt. Der Leichtathlet Kipchoge Keino aus Kenia wurde für seine Verdienste um Bildung, Entwicklung, Kultur und Sport mit dem neu geschaffenen Preis Olympic Laurel Award ausgezeichnet. Der umstrittene Übergangspräsident Michel Temer eröffnete unter Pfiffen des Publikums formell die Spiele. Den olympischen Eid sprachen Robert Scheidt, Martinho Nobre und Adriana Santos. Vanderlei de Lima entzündete dann mit der Fackel das olympische Feuer.

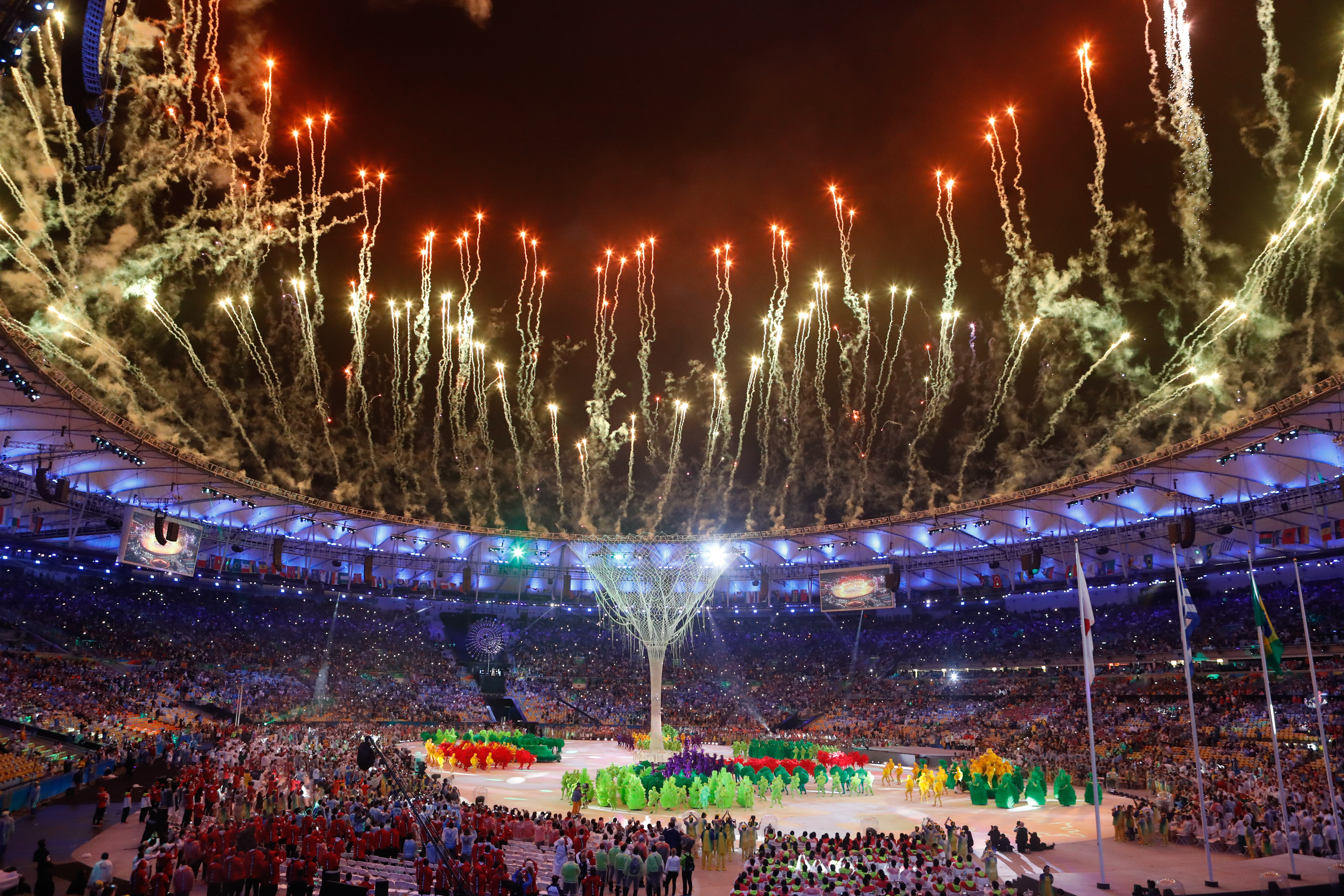
Abschlussfeier

### Abschlussfeier
Die zweieinhalbstündige Abschlussfeier fand am Abend des 21. Augusts im Maracanã-Stadion statt und begann mit einem Feuerwerk. Wieder gab es ein Kulturprogramm und den Einzug der Athleten. Für Deutschland trug der Kanute Sebastian Brendel die Flagge ins Stadion, für die Schweiz der Mountainbiker Nino Schurter. Aufgrund einer Sonderregelung des IOC trug das Segelduo Thomas Zajac und Tanja Frank für Österreich die Flagge ins Stadion. Marathonsieger Eliud Kipchoge wurde als letzter Olympiasieger geehrt. Rios Bürgermeister Eduardo Paes schwang noch einmal die olympische Flagge und übergab sie an IOC-Präsident Thomas Bach, dieser überreichte sie an Yuriko Koike, die Vertreterin des nächsten Ausrichters der Olympischen Sommerspiele in Tokio. Der japanische Ministerpräsident Shinzō Abe war (im Outfit der japanischen Computerspielfigur Mario) ebenfalls anwesend. Um 22:18 Uhr Ortszeit erklärte Bach die Spiele offiziell für beendet, acht Minuten später erlosch auch die olympische Flamme.

## Teilnehmer

### Aus aller Welt
Nach der Anerkennung der beiden Nationalen Olympischen Komitees des Kosovo und des Südsudan durch das IOC durften nun auch diese erstmals an Olympischen Spielen teilnehmen und Athleten nach Rio entsenden. Das führte zu einem neuen Teilnahmerekord von 206 Nationen.

### Suspendierung von Verbänden

#### Suspendierung des Nationalen Olympischen Komitees von Kuwait
Das NOK von Kuwait wurde vom IOC wegen wiederholter Einflussnahme der Staatsführung zum dritten Mal seit dem Jahr 2007 suspendiert, weshalb die kuwaitischen Olympiateilnehmer unter der olympischen Fahne an den Start gingen. Am 23. Juni 2016 erhob die Regierung Kuwaits vor einem Schweizer Gericht gegen das IOC Klage auf Schadensersatz in Höhe von einer Milliarde US-Dollar (umgerechnet etwa 880 Millionen Euro). Zur Begründung wurde angeführt, dass man sich ungerecht behandelt fühle, da man von Anfang an eine ernsthafte Bereitschaft zur Zusammenarbeit gezeigt habe.

#### Teilausschluss Russlands
Am 24. Juli 2016 gab das 15-köpfige IOC-Exekutivkomitee unter der Leitung von Thomas Bach einen Teilausschluss Russlands von den Olympischen Spielen bekannt. Russische Sportler, die den Nachweis erbrachten, nicht in das russische Staatsdopingsystem involviert gewesen zu sein, durften an den Spielen teilnehmen. Von dieser Entscheidung unberührt blieben die russischen Leichtathleten, die in Rio nicht teilnehmen durften. Russland wurde in dem McLaren-Report der WADA jahrelanges systematisches Doping nachgewiesen, so auch für die Olympischen Winterspiele 2014 in Sotschi. Die WADA hatte dem IOC empfohlen, Russland von den Olympischen Spielen in Rio auszuschließen.
Der Internationale Sportgerichtshof (CAS) kippte am 5. August 2016 die IOC-Entscheidung, Sportler, die in der Vergangenheit Dopingmittel genommen haben, von den Spielen generell auszuschließen. Das Urteil kam zustande, weil die russische Schwimmerin Julija Jefimowa und die beiden Ruderer Anastassija Karabelschtschikowa und Iwan Podschiwalow ihre doppelte Bestrafung vor das CAS gebracht hatten. Die drei Athleten hatten ihre Dopingsperre bereits hinter sich gebracht, wurden aber durch die IOC-Entscheidung vom 24. Juli 2016 von den Spielen ausgeschlossen. Der Internationale Sportgerichtshof erteilte aber nicht eine direkte Starterlaubnis, sondern verwies auf die Sportverbände.
Der Leichtathletik-Weltverband IAAF hatte bereits am 17. Juni 2016 die Sperre der russischen Leichtathleten für internationale Wettbewerbe aus dem November 2015 bestätigt. Der IAAF gab Julija Stepanowa und Darja Klischina eine Startgenehmigung, da die eine als Whistleblowerin an der Aufklärung des russischen Dopingskandals maßgeblich beteiligt war und da die andere außerhalb von Russland trainiert und auf Doping negativ getestet worden ist.
Der Internationale Sportgerichtshof wies am 21. Juli 2016 eine Klage des russischen Nationalen Olympischen Komitees und von 68 russischen Leichtathleten gegen die Sperre ab und bestätigte die Entscheidung der IAAF. Zwar begrüßte die Ethikkommission des IOC das Engagement von Julija Stepanowa bei der Aufklärung des russischen Dopingskandals, aber da sie selber in der Vergangenheit Dopingmittel genommen hatte, durfte sie nach dem Entschluss des IOC vom 24. Juli 2016 nicht an den Spielen teilnehmen, obwohl ihre zweijährige Sperre wegen Dopings bereits verstrichen war. Das IOC lud sie als Gast zu den Olympischen Spielen ein, um ihr seine Unterstützung zu versichern. Stepanowa lehnte diese Einladung jedoch ab und erklärte, sie sehe nach der Entscheidung vom 24. Juli 2016 die „Null-Toleranz-Politik“ des IOCs als Lippenbekenntnis für die Öffentlichkeit an.

#### Spezieller Dopingnachweis für kenianische und russische Sportler
Am 21. Juni 2016 gab das IOC bekannt, dass kenianische und russische Athleten wegen latenter Dopingvorwürfe nur an den Spielen in Rio teilnehmen dürften, wenn sie nachweislich keine Dopingmittel benutzt hatten. Thomas Bach, der IOC-Präsident, begründete diese Maßnahme wie folgt: „Es bestehen ernsthafte Zweifel an der Unschuldsvermutung zugunsten russischer und kenianischer Athleten“.

#### Dopingfälle während der Spiele
Bereits während der laufenden Spiele wurde mit der Überprüfung von Athleten begonnen. So ließ sich nachweisen, dass die chinesische Schwimmerin Chen Xinyi, die bulgarische Leichtathletin Silwija Danekowa und der polnische Gewichtheber Tomasz Zielinski unerlaubte Mittel zu sich genommen hatten. Alle drei wurden am 12. August 2016 von den Spielen ausgeschlossen.
Der kirgisische Gewichtheber Isat Artykow (Gewichtsklasse bis 69 kg) wurde am 18. August des Dopings überführt. Bei einer Dopingkontrolle wurden Spuren von Strychnin gefunden. Artykow musste die Bronzemedaille abgeben, der Viertplatzierte des Wettkampfs rückte nach. Der moldawische Kanusportler Serghei Tarnovschi wurde ebenfalls des Dopings überführt, durfte allerdings bis zum Abschluss des Rechtsverfahrens die Bronzemedaille behalten. Dieses wurde im Februar 2017 mit der Aberkennung der Medaille und einer Vier-Jahres-Sperre abgeschlossen.

#### Sperre und Entzug von Startplätzen bei Gewichthebern
Nachdem der Weltverband der Gewichtheber im November 2015 bereits den bulgarischen Nationalverband wegen verbreiteten Dopings gesperrt hatte, entzog er am 22. Juni 2016 den Verbänden von Kasachstan und Belarus jeweils einen Startplatz bei den Frauen und bei den Männern. Ausschlaggebend war die erneute Überprüfung von Dopingproben von den beiden vergangenen Olympischen Sommerspielen mit verfeinerten Methoden: 20 von insgesamt 55 nachträglich positiv getesteten Sportlern waren Gewichtheber.

### Teilnahme von Sportlern unter neutraler Flagge
Im Zuge der Flüchtlingskrise in Europa gab das IOC bekannt, dass Athleten, die aus ihrem Heimatland geflohen sind, in Rio an den Start gehen dürfen. Das ist das erste Mal, dass das IOC „Flüchtlings-Athleten und -Athletinnen“ eine Teilnahme an Olympischen Spielen ermöglicht. Im März 2016 konkretisierte das IOC diese Pläne dahingehend, dass eine aus fünf bis zehn anerkannten Flüchtlingen bestehende Mannschaft als Team Refugee Olympic Athletes unter olympischer Flagge an den Spielen teilnehmen soll.

### Übersicht nach Nationen/Mannschaften
Es haben sich Athleten und Athletinnen aus 206 Nationen und zehn Athleten mit Flüchtlingsstatus für die Olympischen Spiele in Rio de Janeiro qualifiziert. Da das kuwaitische Nationale Olympische Komitee gesperrt war, traten die Athleten aus Kuwait als unabhängige Olympiateilnehmer an. Liste der teilnehmenden Nationen (in Klammern steht die Anzahl der für Rio qualifizierten Athleten). Die Zuordnung bezieht sich auf die Zugehörigkeit der einzelnen Nationalen Olympischen Komitees zu den Kontinentalverbänden des IOCs.:
| Europa (5.117 Athleten aus 50 Nationen) | Europa (5.117 Athleten aus 50 Nationen) | Europa (5.117 Athleten aus 50 Nationen) |
| --- | --- | --- |
| - Albanien (6) - Andorra (5) - Armenien (33) - Aserbaidschan (56) - Belarus (121) - Belgien (108) - Bosnien und Herzegowina (11) - Bulgarien (51) - Dänemark (122) - Deutschland (425) - Estland (45) - Finnland (56) - Frankreich (399) - Georgien (39) - Griechenland (95) - Großbritannien (366) - Irland (77) | - Island (8) - Israel (48) - Italien (309) - Kosovo * (8) - Kroatien (87) - Lettland (34) - Liechtenstein (3) - Litauen (67) - Luxemburg (10) - Malta (7) - Mazedonien (6) - Moldau (23) - Monaco (3) - Montenegro (34) - Niederlande (242) - Norwegen (62) - Österreich (71)                      | - Polen (243) - Portugal (92) - Rumänien (97) - Russland (282) - San Marino (5) - Schweden (152) - Schweiz (104) - Serbien (104) - Slowakei (51) - Slowenien (61) - Spanien (306) - Tschechien (105) - Türkei (103) - Ukraine (203) - Ungarn (160) - Zypern (16)                                              |
| Amerika (2.554 Athleten aus 41 Nationen) | | |
| - Amerikanische Jungferninseln (7) - Antigua und Barbuda (9) - Argentinien (213) - Aruba (7) - Bahamas (28) - Barbados (12) - Belize (3) - Bermuda (8) - Bolivien (12) - Brasilien (465) - Britische Jungferninseln (4) - Cayman Islands (5) - Chile (42) - Costa Rica (10)                                       | - Dominica (2) - Dominikanische Republik (29) - Ecuador (38) - El Salvador (8) - Grenada (6) - Guatemala (21) - Guyana (6) - Haiti (10) - Honduras (26) - Jamaika (68) - Kanada (314) - Kolumbien (147) - Kuba (120) - Mexiko (125)                                                                | - Nicaragua (5) - Paraguay (11) - Panama (10) - Peru (29) - Puerto Rico (42) - St. Kitts und Nevis (7) - St. Lucia (5) - St. Vincent und die Grenadinen (4) - Suriname (6) - Trinidad und Tobago (32) - Uruguay (17) - Venezuela (87) - Vereinigte Staaten (554)                                              |
| Asien (1.926 Athleten aus 43 Nationen) | | |
| - Afghanistan (3) - Bahrain (35) - Bangladesch (7) - Bhutan (2) - Brunei (3) - China, Volksrepublik (413) - Chinesisch Taipeh (60) - Hongkong (38) - Indien (124) - Indonesien (28) - Irak (23) - Iran (64) - Japan (338) - Jemen (3) - Jordanien (8)                                                             | - Kambodscha (6) - Kasachstan (104) - Katar (38) - Kirgisistan (19) - Korea, DVR (35) - Korea, Republik (205) - Laos (6) - Libanon (9) - Malaysia (32) - Malediven (4) - Mongolei (43) - Myanmar (7) - Nepal (7) - Oman (4) - Osttimor (3)                                                         | - Pakistan (7) - Palästina (6) - Philippinen (13) - Saudi-Arabien (12) - Singapur (25) - Sri Lanka (9) - Syrien (7) - Tadschikistan (7) - Thailand (54) - Turkmenistan (9) - Usbekistan (70) - Vereinigte Arabische Emirate (13) - Vietnam (23)                                                               |
| Afrika (1.014 Athleten aus 54 Nationen) | | |
| - Ägypten (120) - Algerien (67) - Angola (25) - Äquatorialguinea (2) - Äthiopien (34) - Benin (6) - Botswana (12) - Burkina Faso (5) - Burundi (9) - Dschibuti (7) - Elfenbeinküste (12) - Eritrea (12) - Gabun (6) - Gambia (4) - Ghana (14) - Guinea (5) - Guinea-Bissau (5) - Kamerun (24)                     | - Kap Verde (5) - Kenia (89) - Komoren (4) - Kongo, Demokratische Republik (4) - Kongo, Republik (10) - Lesotho (8) - Liberia (2) - Libyen (7) - Madagaskar (6) - Malawi (5) - Mali (6) - Marokko (51) - Mauretanien (2) - Mauritius (12) - Mosambik (6) - Namibia (10) - Niger (6) - Nigeria (75) | - Ruanda (8) - Sambia (7) - São Tomé und Príncipe (3) - Senegal (22) - Seychellen (10) - Sierra Leone (4) - Simbabwe (31) - Somalia (2) - Südafrika (137) - Sudan (6) - Südsudan* (3) - Swasiland (2) - Tansania (7) - Togo (5) - Tschad (2) - Tunesien (61) - Uganda (21) - Zentralafrikanische Republik (6) |
| Ozeanien (740 Athleten aus 17 Nationen) | | |
| - Amerikanisch-Samoa (4) - Australien (421) - Cookinseln (9) - Fidschi (51) - Guam (5) - Kiribati (3) | - Marshallinseln (5) - Föderierte Staaten von Mikronesien (5) - Nauru (2) - Neuseeland (199) - Palau (5) - Papua-Neuguinea (8) | - Salomonen (3) - Samoa (8) - Tonga (7) - Tuvalu (1) - Vanuatu (4) |
| Sonstige (19 Athleten) | | |
| - Refugee Olympic Team * (10) | - Unabhängige Olympiateilnehmer (9) | |
| (Anzahl der Athleten) * erstmalige Teilnahme an Sommerspielen | | |

## Wettkampfprogramm
Für die Aufnahme in das Wettkampfprogramm bewarben sich mit Golf, Rugby (in der 7er-Variante), Squash, Karate und Inlineskating sowie Baseball und Softball insgesamt sieben Sportarten. Eine Vorauswahl auf Rugby und Golf wurde bei einer Exekutivsitzung am 14. August 2009 in Berlin getroffen. Nach Präsentation und Abstimmung des IOCs auf der 121. IOC-Session am 9. Oktober 2009 in Kopenhagen wurden beide Sportarten in das olympische Programm aufgenommen.
Es wurden 306 Wettbewerbe (161 für Männer, 136 für Frauen, 3 Mixed- und 6 offene Wettbewerbe) in 28 Sportarten/42 Disziplinen ausgetragen. Dies waren 2 Sportarten/Disziplinen und 4 Wettbewerbe mehr als in London 2012. Nachfolgend die Änderungen im Detail:
- Golf wurde mit je einem Wettbewerb für Herren und Frauen nach 112 Jahren wieder olympisch.
- Siebener-Rugby wurde für Herren und Frauen ins olympische Programm aufgenommen, nachdem bis 1924 Rugby Union mehrmals olympisch war.
- Beim Fechten ersetzte man die Mannschaftswettbewerbe im Damenflorett und Herrensäbel durch Damensäbel und Herrendegen.
- Beim Freistilringen wurden bei den Frauen das Leichtgewicht durch das Bantamgewicht ersetzt und zwei weitere Gewichtsklassen (Weltergewicht und Halbschwergewicht) hinzugefügt, hingegen strich man bei den Männern mit dem Federgewicht eine der Gewichtsklassen.
- Auch beim griechisch-römischen Ringen strich man mit dem Federgewicht eine der Gewichtsklassen für Männer.
- Beim Segeln ersetzte man die Frauenklasse Elliott 6m durch 49er FX und strich die Männerklasse Star – die Mixed Klasse Nacra 17 wurde neu aufgenommen.

### Die olympischen Sportarten/Disziplinen
- Badminton Gesamt (5) = Männer (2)/Frauen (2)/Mixed (1)
- Basketball Gesamt (2) = Männer (1)/Frauen (1)
- Bogenschießen Gesamt (4) = Männer (2)/Frauen (2)
- Boxen Gesamt (13) = Männer (10)/Frauen (3)
- Fechten Gesamt (10) = Männer (5)/Frauen (5)
- Fußball Gesamt (2) = Männer (1)/Frauen (1)
- Gewichtheben Gesamt (15) = Männer (8)/Frauen (7)
- Golf Gesamt (2) = Männer (1)/Frauen (1)
- Handball Gesamt (2) = Männer (1)/Frauen (1)
- Hockey Gesamt (2) = Männer (1)/Frauen (1)
- Judo Gesamt (14) = Männer (7)/Frauen (7)
- Kanusport
  -  Kanurennsport Gesamt (12) = Männer (8)/Frauen (4)
  -  Kanuslalom Gesamt (4) = Männer (3)/Frauen (1)
- Leichtathletik Gesamt (47) = Männer (24)/Frauen (23)
- Moderner Fünfkampf Gesamt (2) = Männer (1)/Frauen (1)
- Radsport
  -  Bahn Gesamt (10) = Männer (5)/Frauen (5)
  -  BMX-Race Gesamt (2) = Männer (1)/Frauen (1)
  -  Mountainbike Gesamt (2) = Männer (1)/Frauen (1)
  -  Straße Gesamt (4) = Männer (2)/Frauen (2)
- Reiten
  -  Dressur Gesamt (2) = Offen (2)
  -  Springen Gesamt (2) = Offen (2)
  -  Vielseitigkeit Gesamt (2) = Offen (2)
- Ringen
  -  Freistil Gesamt (12) = Männer (6)/Frauen (6)
  -  Griechisch-römisch Gesamt (6) = Männer (6)
- Rudern Gesamt (14) = Männer (8)/Frauen (6)
- Rugby
  -  Siebener-Rugby Gesamt (2) = Männer (1)/Frauen (1)
- Schießen Gesamt (15) = Männer (9)/Frauen (6)
- Schwimmsport
  -  Freiwasserschwimmen Gesamt (2) = Männer (1)/Frauen (1)
  -  Schwimmen Gesamt (32) = Männer (16)/Frauen (16)
  -  Synchronschwimmen Gesamt (2) = Frauen (2)
  -  Wasserball Gesamt (2) = Männer (1)/Frauen (1)
  -  Wasserspringen Gesamt (8) = Männer (4)/Frauen (4)
- Segeln Gesamt (10) = Männer (5)/Frauen (4)/Mixed (1)
- Taekwondo Gesamt (8) = Männer (4)/Frauen (4)
- Tennis Gesamt (5) = Männer (2)/Frauen (2)/Mixed (1)
- Tischtennis Gesamt (4) = Männer (2)/Frauen (2)
- Triathlon Gesamt (2) = Männer (1)/Frauen (1)
- Turnsport
  -  Kunstturnen Gesamt (14) = Männer (8)/Frauen (6)
  -  Rhythmische Sportgymnastik Gesamt (2) = Frauen (2)
  -  Trampolinturnen Gesamt (2) = Männer (1)/Frauen (1)
- Volleyball
  -  Beachvolleyball Gesamt (2) = Männer (1)/Frauen (1)
  -  Volleyball Gesamt (2) = Männer (1)/Frauen (1)

Anzahl der Wettkämpfe in Klammern

### Zeitplan
| Zeitplan           | Zeitplan                   | Zeitplan | Zeitplan | Zeitplan | Zeitplan | Zeitplan | Zeitplan | Zeitplan | Zeitplan | Zeitplan | Zeitplan | Zeitplan | Zeitplan | Zeitplan | Zeitplan | Zeitplan | Zeitplan | Zeitplan | Zeitplan | Zeitplan | Zeitplan           |
| Disziplin          | Disziplin                  | Mi. 3.   | Do. 4.   | Fr. 5.   | Sa. 6.   | So. 7.   | Mo. 8.   | Di. 9.   | Mi. 10.  | Do. 11.  | Fr. 12.  | Sa. 13.  | So. 14.  | Mo. 15.  | Di. 16.  | Mi. 17.  | Do. 18.  | Fr. 19.  | Sa. 20.  | So. 21   | Ent- schei- dungen |
| Disziplin          | Disziplin                  | August   | August   | August   | August   | August   | August   | August   | August   | August   | August   | August   | August   | August   | August   | August   | August   | August   | August   | August   | Ent- schei- dungen |
| ------------------ | -------------------------- | -------- | -------- | -------- | -------- | -------- | -------- | -------- | -------- | -------- | -------- | -------- | -------- | -------- | -------- | -------- | -------- | -------- | -------- | -------- | ------------------ |
| Eröffnungsfeier    |                            |          |          |          |          |          |          |          |          |          |          |          |          |          |          |          |          |          |          |          |                    |
| Badminton          | Badminton                  |          |          |          |          |          |          |          |          |          |          |          |          |          |          | 1        | 1        | 2        | 1        |          | 5                  |
| Basketball         | Basketball                 |          |          |          |          |          |          |          |          |          |          |          |          |          |          |          |          |          | 1        | 1        | 2                  |
| Bogenschießen      | Bogenschießen              |          |          |          | 1        | 1        |          |          |          | 1        | 1        |          |          |          |          |          |          |          |          |          | 4                  |
| Boxen              | Boxen                      |          |          |          |          |          |          |          |          |          |          |          | 1        | 1        | 1        | 1        | 1        | 1        | 3        | 4        | 13                 |
| Fechten            | Fechten                    |          |          |          | 1        | 1        | 1        | 1        | 2        | 1        | 1        | 1        | 1        |          |          |          |          |          |          |          | 10                 |
| Fußball            | Fußball                    |          |          |          |          |          |          |          |          |          |          |          |          |          |          |          |          | 1        | 1        |          | 2                  |
| Gewichtheben       | Gewichtheben               |          |          |          | 1        | 2        | 2        | 2        | 2        |          | 2        | 1        | 1        | 1        | 1        |          |          |          |          |          | 15                 |
| Golf               | Golf                       |          |          |          |          |          |          |          |          |          |          |          | 1        |          |          |          |          |          | 1        |          | 2                  |
| Handball           | Handball                   |          |          |          |          |          |          |          |          |          |          |          |          |          |          |          |          |          | 1        | 1        | 2                  |
| Hockey             | Hockey                     |          |          |          |          |          |          |          |          |          |          |          |          |          |          |          | 1        | 1        |          |          | 2                  |
| Judo               | Judo                       |          |          |          | 2        | 2        | 2        | 2        | 2        | 2        | 2        |          |          |          |          |          |          |          |          |          | 14                 |
| Kanusport          | Kanurennsport              |          |          |          |          |          |          |          |          |          |          |          |          |          | 4        |          | 4        |          | 4        |          | 12                 |
| Kanusport          | Kanuslalom                 |          |          |          |          |          |          | 1        | 1        | 2        |          |          |          |          |          |          |          |          |          |          | 4                  |
| Leichtathletik     | Leichtathletik             |          |          |          |          |          |          |          |          |          | 3        | 5        | 4        | 5        | 5        | 4        | 6        | 7        | 7        | 1        | 47                 |
| Moderner Fünfkampf | Moderner Fünfkampf         |          |          |          |          |          |          |          |          |          |          |          |          |          |          |          |          | 1        | 1        |          | 2                  |
| Radsport           | Bahn                       |          |          |          |          |          |          |          |          | 1        | 2        | 2        | 1        | 1        | 3        |          |          |          |          |          | 10                 |
| Radsport           | BMX                        |          |          |          |          |          |          |          |          |          |          |          |          |          |          |          |          | 2        |          |          | 2                  |
| Radsport           | Mountain-Bike              |          |          |          |          |          |          |          |          |          |          |          |          |          |          |          |          |          | 1        | 1        | 2                  |
| Radsport           | Straße                     |          |          |          | 1        | 1        |          |          | 2        |          |          |          |          |          |          |          |          |          |          |          | 4                  |
| Reitsport          | Dressur                    |          |          |          |          |          |          |          |          |          | 1        |          |          | 1        |          |          |          |          |          |          | 2                  |
| Reitsport          | Springen                   |          |          |          |          |          |          |          |          |          |          |          |          |          |          | 1        |          | 1        |          |          | 2                  |
| Reitsport          | Vielseitigkeit             |          |          |          |          |          |          | 2        |          |          |          |          |          |          |          |          |          |          |          |          | 2                  |
| Ringen             | Freistil                   |          |          |          |          |          |          |          |          |          |          |          |          |          |          | 3        | 3        | 2        | 2        | 2        | 12                 |
| Ringen             | Griech.-röm.               |          |          |          |          |          |          |          |          |          |          |          | 2        | 2        | 2        |          |          |          |          |          | 6                  |
| Rudern             | Rudern                     |          |          |          |          |          |          |          | 2        | 4        | 4        | 4        |          |          |          |          |          |          |          |          | 14                 |
| Siebener-Rugby     | Siebener-Rugby             |          |          |          |          |          | 1        |          |          | 1        |          |          |          |          |          |          |          |          |          |          | 2                  |
| Schießen           | Schießen                   |          |          |          | 2        | 2        | 2        | 1        | 2        | 1        | 2        | 2        | 1        |          |          |          |          |          |          |          | 15                 |
| Schwimmsport       | Freiwasserschwimmen        |          |          |          |          |          |          |          |          |          |          |          |          | 1        | 1        |          |          |          |          |          | 2                  |
| Schwimmsport       | Schwimmen                  |          |          |          | 4        | 4        | 4        | 4        | 4        | 4        | 4        | 4        |          |          |          |          |          |          |          |          | 32                 |
| Schwimmsport       | Synchronschwimmen          |          |          |          |          |          |          |          |          |          |          |          |          |          | 1        |          |          | 1        |          |          | 2                  |
| Schwimmsport       | Wasserball                 |          |          |          |          |          |          |          |          |          |          |          |          |          |          |          |          | 1        | 1        |          | 2                  |
| Schwimmsport       | Wasserspringen             |          |          |          |          | 1        | 1        | 1        | 1        |          |          |          | 1        |          | 1        |          | 1        |          | 1        |          | 8                  |
| Segeln             | Segeln                     |          |          |          |          |          |          |          |          |          |          |          | 2        | 2        | 2        | 2        | 2        |          |          |          | 10                 |
| Taekwondo          | Taekwondo                  |          |          |          |          |          |          |          |          |          |          |          |          |          |          | 2        | 2        | 2        | 2        |          | 8                  |
| Tennis             | Tennis                     |          |          |          |          |          |          |          |          |          | 1        | 2        | 2        |          |          |          |          |          |          |          | 5                  |
| Tischtennis        | Tischtennis                |          |          |          |          |          |          |          | 1        | 1        |          |          |          |          | 1        | 1        |          |          |          |          | 4                  |
| Triathlon          | Triathlon                  |          |          |          |          |          |          |          |          |          |          |          |          |          |          |          | 1        |          | 1        |          | 2                  |
| Turnsport          | Kunstturnen                |          |          |          |          |          | 1        | 1        | 1        | 1        |          |          | 4        | 3        | 3        |          |          |          |          |          | 14                 |
| Turnsport          | Rhythmische Sportgymnastik |          |          |          |          |          |          |          |          |          |          |          |          |          |          |          |          |          | 1        | 1        | 2                  |
| Turnsport          | Trampolinturnen            |          |          |          |          |          |          |          |          |          | 1        | 1        |          |          |          |          |          |          |          |          | 2                  |
| Volleyball         | Beachvolleyball            |          |          |          |          |          |          |          |          |          |          |          |          |          |          | 1        | 1        |          |          |          | 2                  |
| Volleyball         | Volleyball                 |          |          |          |          |          |          |          |          |          |          |          |          |          |          |          |          |          | 1        | 1        | 2                  |
| Schlussfeier       |                            |          |          |          |          |          |          |          |          |          |          |          |          |          |          |          |          |          |          |          |                    |
| Entscheidungen     | Entscheidungen             |          |          |          | 12       | 14       | 14       | 15       | 20       | 19       | 24       | 21       | 22       | 17       | 25       | 16       | 23       | 22       | 30       | 12       | 306                |
|                    |                            | Mi. 3.   | Do. 4.   | Fr. 5.   | Sa. 6.   | So. 7.   | Mo. 8.   | Di. 9.   | Mi. 10.  | Do. 11.  | Fr. 12.  | Sa. 13.  | So. 14.  | Mo. 15.  | Di. 16.  | Mi. 17.  | Do. 18.  | Fr. 19.  | Sa. 20.  | So. 21   |                    |
| August             |                            |          |          |          |          |          |          |          |          |          |          |          |          |          |          |          |          |          |          |          |                    |

Farblegende

## Eintrittskarten
Im Oktober 2014 gab das Organisationskomitee die Eintrittspreise für die Olympischen sowie die Paralympischen Spiele bekannt. Demnach kostete die preiswerteste Eintrittskarte 13 Euro, rund 3,8 Millionen Tickets wurden zu einem Preis von umgerechnet rund 23 Euro oder weniger angeboten. Die günstigsten Eintrittskarten für die Eröffnungs- und Schlussfeier kosteten 66 Euro. Damit sollten die Eintrittskarten auch für die heimische Bevölkerung erschwinglich sein. Insgesamt standen bei den Spielen rund 7,5 Millionen Karten für 717 Veranstaltungen in allen 28 Sportarten sowie die Eröffnung und die Schlusszeremonie zur Verfügung.

## Berichterstattung

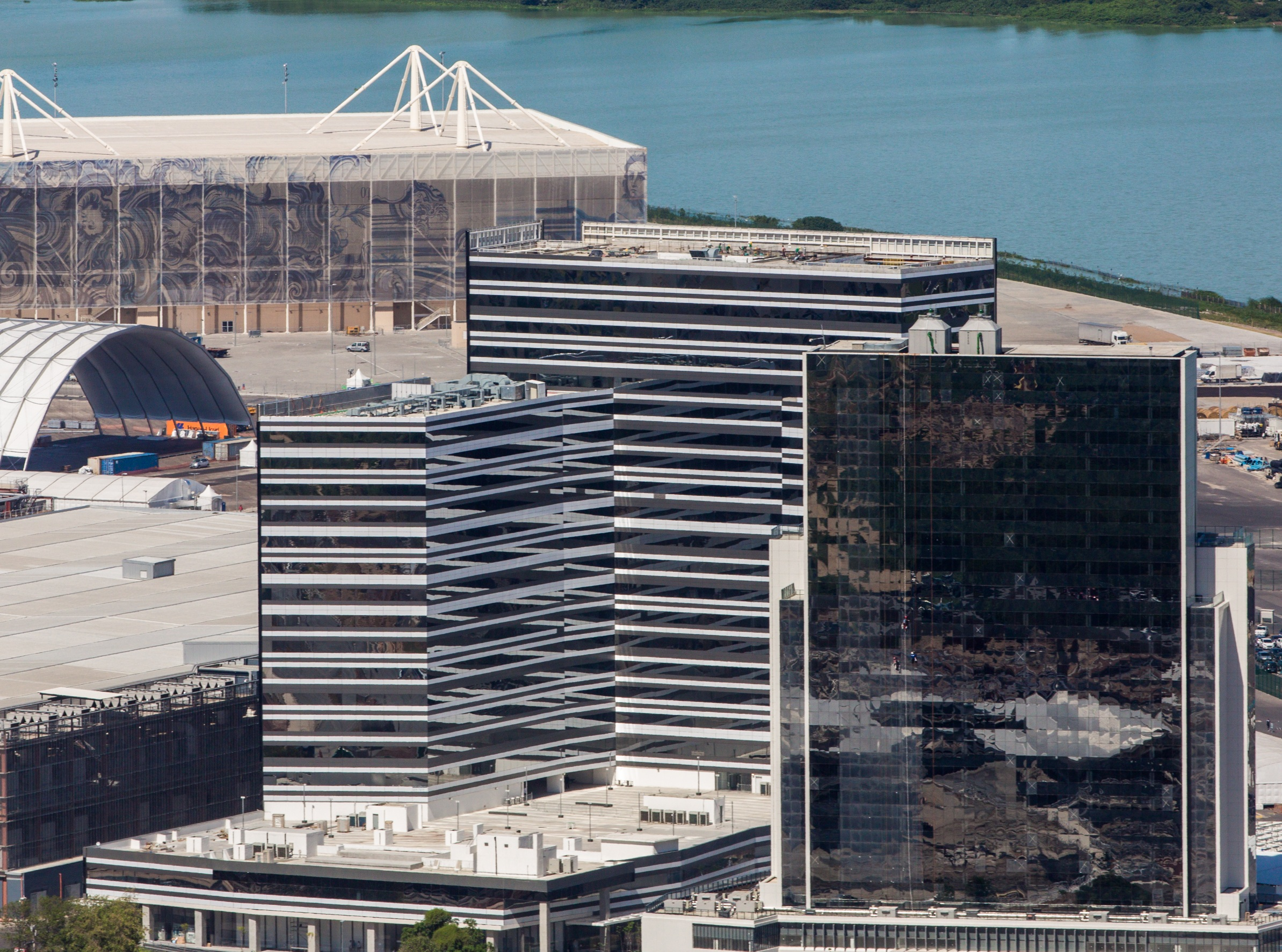
International Broadcast Centre im Olympic Park Rio de Janeiro

Olympic Broadcasting Services diente als Host-Broadcaster für diese Spiele. Der japanische Fernsehsender NHK übertrug in Zusammenarbeit mit dem OBS Bildmaterial der Spiele, einschließlich der Eröffnungszeremonie und ausgewählter Veranstaltungen, in 8K-Auflösung. Es wurden 85 Stunden an Videoinhalten im 360°-Virtual-Reality-Format erstellt. In den Vereinigten Staaten wurde vom US-amerikanischen Fernseh-Network NBC 4K-Inhalte, die vom 8K-Material herunterkonvertiert wurden und HDR und Dolby Atmos unterstützen, an beteiligten Fernsehanbietern angeboten.
Im August 2009 schloss das Internationale Olympische Komitee eine Vereinbarung mit Grupo Globo für die inländischen Ausstrahlungsrechte der Olympischen Sommerspiele 2016. Sie umfasst die Übertragung im Free-TV auf Rede Globo und im Pay-TV sowie die digitalen Rechte an den Spielen. Globo hat Teile der Free-to-Air-Rechte in Brasilien an Rede Record und Rede Bandeirantes als eine Sublizenzierung verliehen. IOC-Vorstandsmitglied Richard Carrión bezeichnete die Vereinbarung als „beispiellos“ und meint, dass „wegen der Zusammenarbeit mit den führenden Medienorganisationen in Brasilien […] dies ein großartiger Deal für Olympia-Fans in der Region darstellt. Es wird einen enormen Anstieg an Sendungen mit olympischem Action geben, sowohl während als auch außerhalb Spielzeiten, und die Brasilianer werden mehr Auswahl haben, über wie, wann und wo sie ihren Olympischen Spielen folgen.“
Die Rechte für die Fernsehübertragung in Deutschland lagen bei ARD und ZDF. ARD und ZDF sendeten im täglichen Wechsel insgesamt 280 Stunden live im Fernsehen. Außerdem boten sie rund 1.000 Stunden Live-Streaming auf allen Endgeräten (PC, Tablet, Smartphone) sowie ein großes Video-on-Demand-Angebot an. In der Schweiz übertrugen SRF zwei, RTS Deux und RSI LA 2. Außerdem gab es im Internet und in der App des Schweizer Radio und Fernsehen sechs weitere Kanäle. In Österreich wurden die Spiele auf ORF eins und ORF SPORT + ausgestrahlt.

## Kritik und Kontroversen

### Zika-Virus
Aufgrund der von Oktober 2015 bis Mitte Januar 2016 in Brasilien registrierten deutlichen Zunahme der Fälle von Mikrozephalie, was auf Zika-Infektionen der Mütter der davon betroffenen Kinder zurückgeführt wurde, riet die brasilianische Regierung im Januar 2016 schwangeren Frauen davon ab, die Spiele zu besuchen. Epidemieforscher befürchteten, dass die Olympischen Sommerspiele die Ausbreitung des Zika-Virus über den ganzen Globus vorantreiben könnten. Diesbezüglich gab es Bedenken, ob und inwieweit Athleten und Besucher vor dem Virus geschützt werden können. Durch Präventions- und Kontrollmaßnahmen versuchte das Organisationskomitee die Athleten und Besucher vor dem Virus zu schützen und das Infektionsrisiko zu minimieren.
Am 27. Mai 2016 erläuterten 151 Wissenschaftler aus aller Welt in einem Schreiben an die WHO die Gefahren einer durch Touristen verursachten und verbreiteten weltweiten Ausbreitung des Zika-Virus. Sie forderten eine Verlegung der Olympischen Sommerspiele 2016 innerhalb des Landes beziehungsweise des Kontinents oder zumindest eine zeitliche Verlegung derselben, denn es sei unverantwortlich, die Spiele stattfinden zu lassen und damit eine globale Epidemie zu riskieren.
Laut der WHO bestand allerdings keine Gefahr für die öffentliche Gesundheit. Das Zika-Virus werde sich durch die Olympischen Spiele nicht schneller ausbreiten, auch weil im August auf der Südhalbkugel Winter herrsche. Allerdings wies die WHO ausdrücklich darauf hin, dass schwangere Frauen generell das Gebiet um Rio de Janeiro meiden sollten. Auch sollte lange, helle Kleidung getragen und Mückenschutzmittel aufgetragen werden, um Mückenstiche zu vermeiden. Beim Sexualverkehr sollten wegen der Ansteckungsgefahr Kondome verwendet werden.
Einige Athleten, vor allem aus den Sportarten Golf und Tennis, begründeten ihren Teilnahmeverzicht an den Olympischen Sommerspielen mit der Ansteckungsgefahr mit dem Zika-Virus.
In anderen Sportarten entschieden sich einige Athleten dazu, zusätzliche Vorsichtsmaßnahmen gegen den Zika-Virus vorzunehmen. So wurden die südkoreanischen Olympioniken mit spezieller Kleidung ausgerüstet.

### Verunreinigte Buchten und Strände

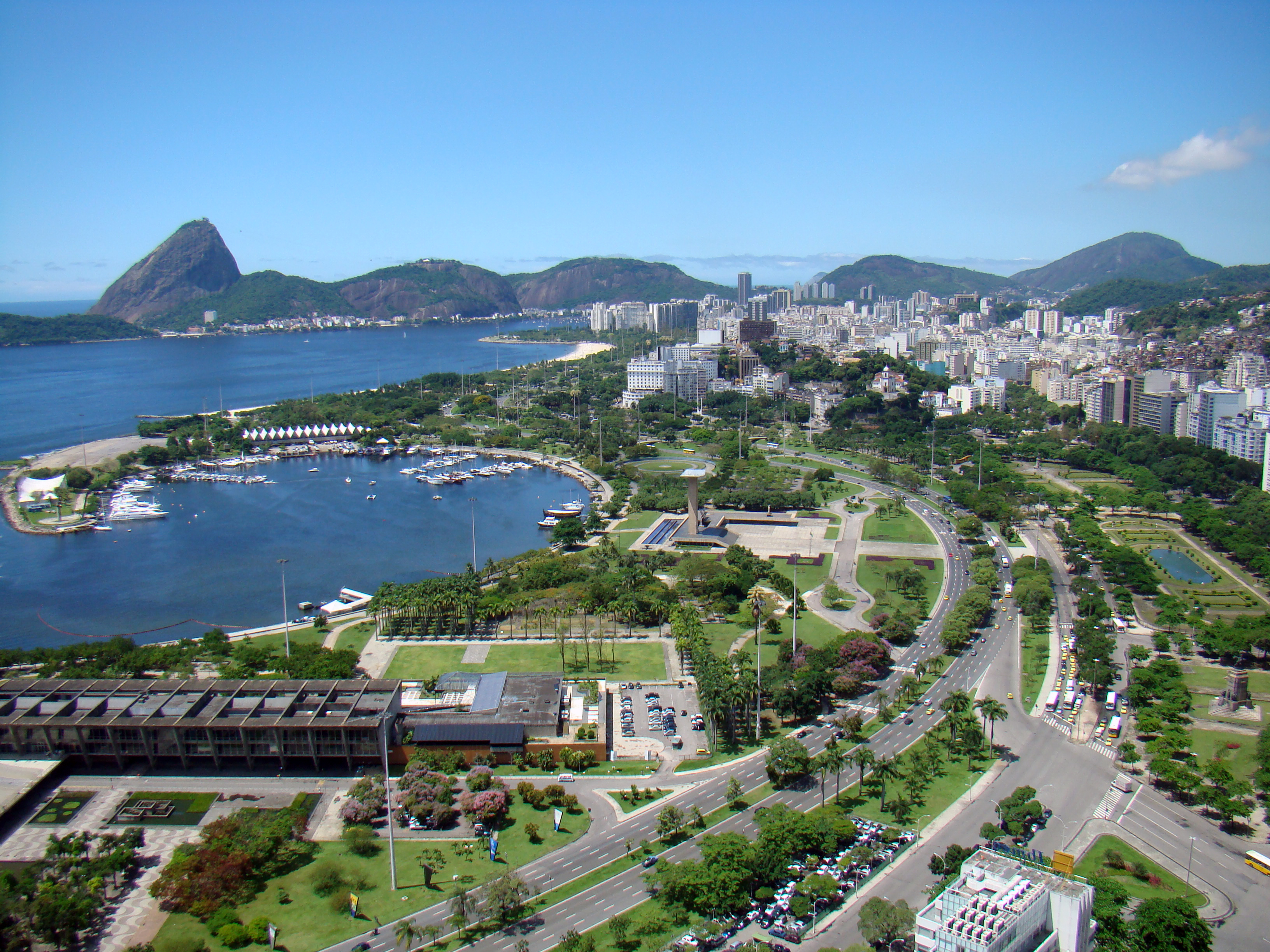
Marina da Glória, der Austragungsort der Segelwettbewerbe

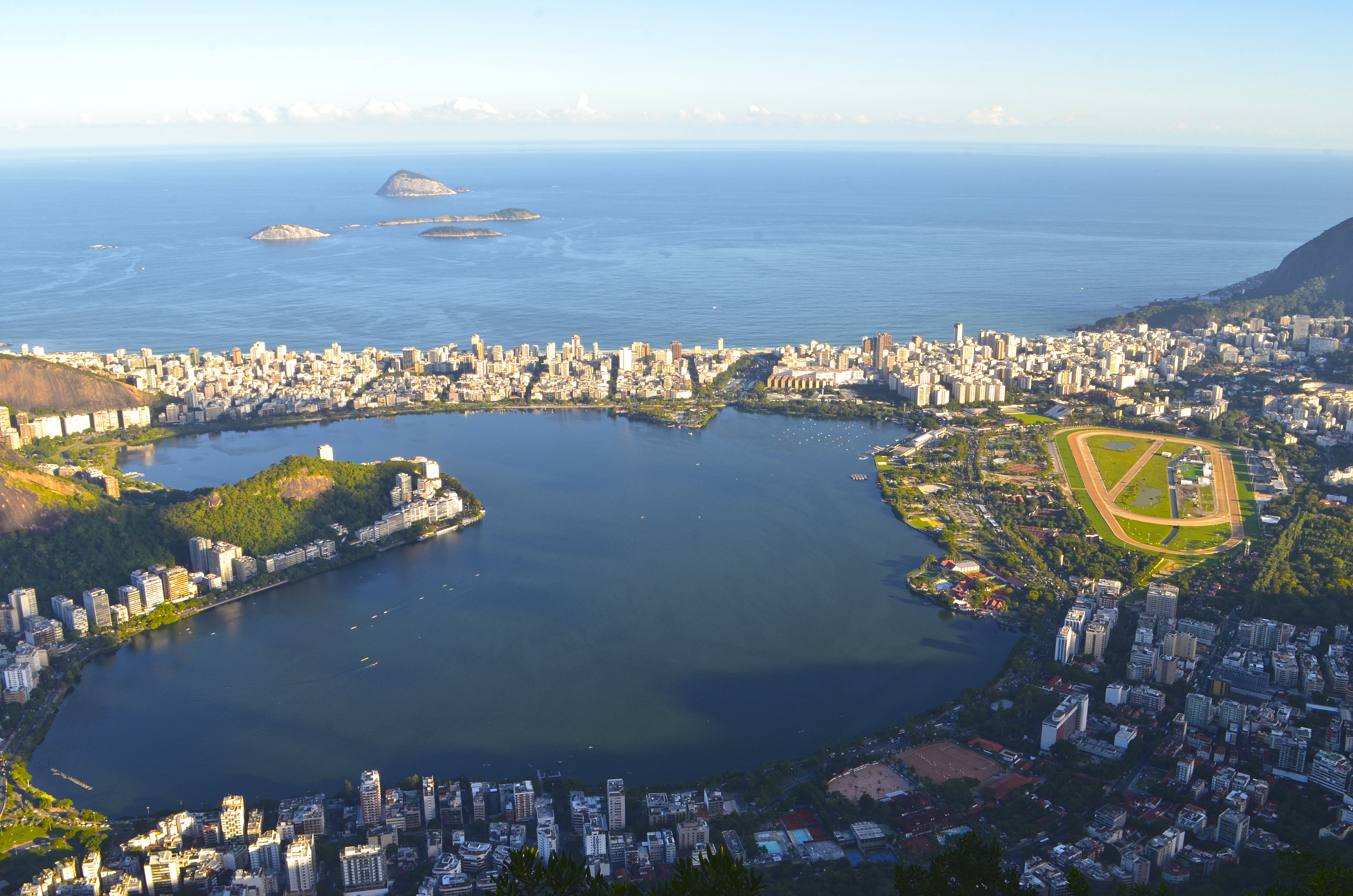
Lagoa Rodrigo de Freitas

Die Buchten in Rio de Janeiro sind stark verschmutzt. Seit Jahrzehnten werden ungeklärte Abwässer der Metropole über die zahlreichen, teilweise bereits biologisch toten Zuflüsse in die Buchten geleitet. Die Wiederherstellung der Wasserqualität war eines der größten Umweltversprechen im Zusammenhang mit der Bewerbung um die Ausrichtung der Olympischen Spiele 2016. Der Veranstalter, die Stadtverwaltung und der Bundesstaat Rio de Janeiro, investierten mehrere hunderte Millionen Euro zur Sanierung der Abwassersysteme und der Gewässer. Die Stadt versprach bis zum Beginn der Olympischen Spiele 80 Prozent des Abwassers zu reinigen; im März 2016 korrigierte der Veranstalter die Prognose und erklärte, dass die Wasserverschmutzung bis zum Start der Spiele um ca. 65 Prozent reduziert werden könne. Im Zusammenhang mit der staatlichen Finanzkrise wurden jedoch die Umweltschutzprogramme vernachlässigt.
In den Monaten vor den Spielen beschwerten sich bereits zahlreiche Sportler über die Verschmutzung, das Gewässer galt dort für die Olympiateilnehmer und Besucher weiterhin als gesundheitsgefährdend. Athleten, die bereits 2014 und 2015 vor Ort trainierten, erkrankten an Fieber, Durchfall und Erbrechen. Die Nachrichtenagentur Associated Press hatte 2015 die Wettkampfstätten der Freiwasserschwimmer, Kanuten, Ruderer, Segler, Triathleten und Windsurfer vom Virologen Fernando Spilki untersuchen lassen. Sämtliche untersuchte Austragungsorte wiesen eine derart schlechte Wasserqualität auf, dass sie die Gesundheit der Athleten gefährden und Krankheiten wie beispielsweise Durchfall, Erbrechen und Atemwegserkrankungen auslösen können. Die Lagune Lagoa Rodrigo de Freitas, welche als Wettkampfstätte für den Ruder- und Kanusport genutzt wird, enthalte laut den Untersuchungen zwischen 14 Millionen und 1,7 Milliarden Adenoviren pro Liter. Laut der Nachrichtenagentur Associated Press schlagen die Behörden an der südkalifornischen Küste bereits Alarm, wenn 1000 Adenoviren pro Liter gemessen werden.
In der Guanabara-Bucht, Austragungsort der Surf- und Segelwettbewerbe, wurde bereits 2014 der KPC-Keim nachgewiesen, ein gegen Antibiotika multiresistenter Erreger. Im August 2015, während einer Testregatta in der Guanabara-Bucht, infizierte sich der deutsche Segler Erik Heil mit einem multiresistenten Keim, er hatte Entzündungen an den Beinen und der Hüfte.
Nach einer Mitte 2016 veröffentlichten Studie wurden an fünf Stränden vor der Hauptstadt Rio de Janeiro „Superbakterien“ (MRSA) nachgewiesen: Sie gelangen vermutlich über Klinik-Abwässer ins Meer.

### Mangelhafter Zustand des Olympiadorfes

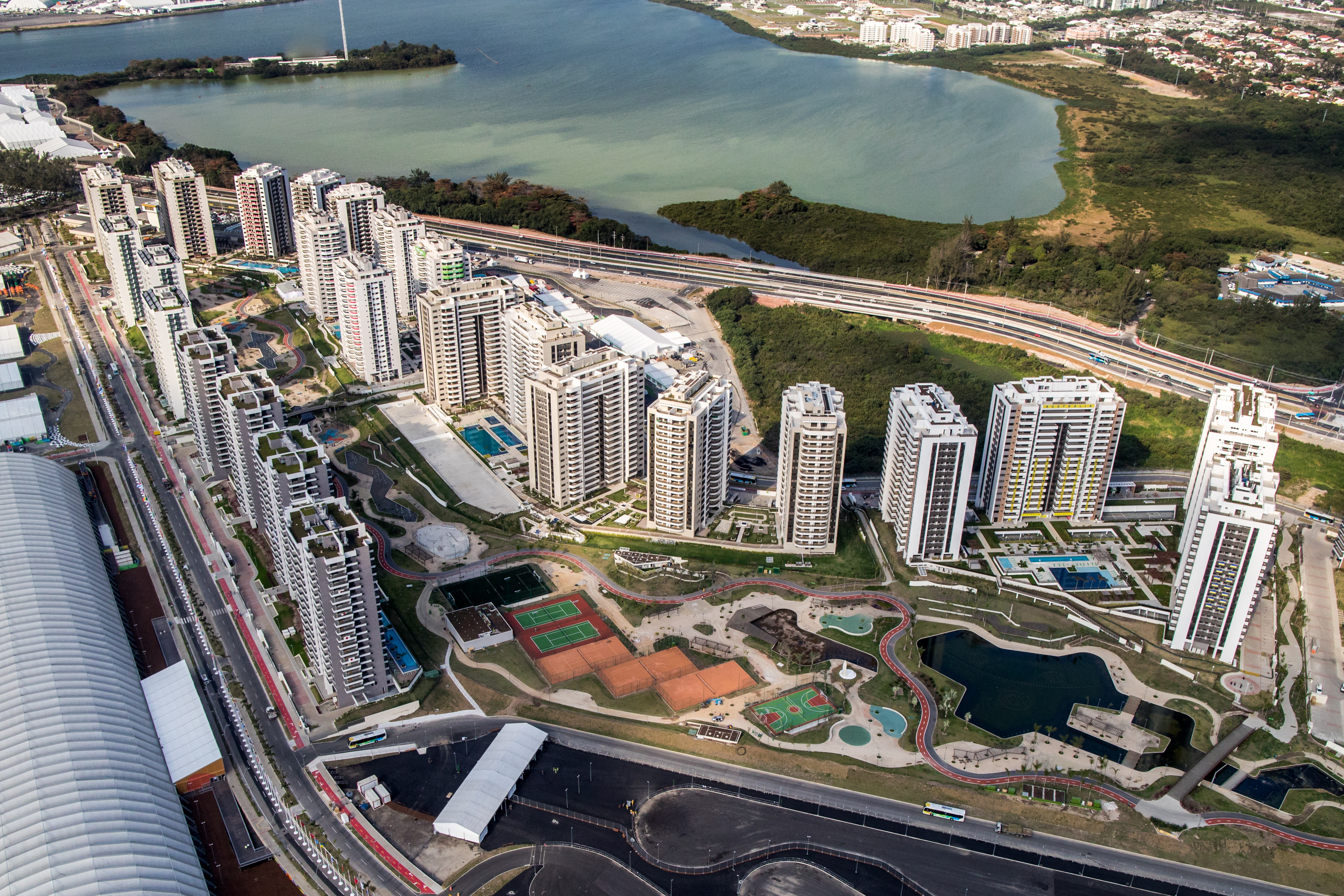
Olympisches Dorf

Bei der Eröffnung des olympischen Dorfes am 24. Juli 2016 – gut zwei Wochen vor Beginn der Olympischen Sommerspiele – beschrieben viele Athleten und Delegationsmitglieder den Zustand des olympischen Dorfes als unsicher und unbewohnbar. Die australische Olympiamannschaft sowie viele brasilianische Athleten kündigten daraufhin an, den Einzug in das olympische Dorf zu boykottieren und weiterhin in den umliegenden Hotels zu bleiben. Das Organisationskomitee habe daraufhin mehrere hundert Arbeiter beauftragt, die Probleme schnellstmöglich zu lösen; Olympiamannschaften aus Brasilien, Italien, den Niederlanden und den USA bezahlten aus ihrem eigenen Budget zusätzliche Arbeiter.

### Publikum
In einigen Fällen sorgte das Verhalten des brasilianischen Publikums für Kritik. Die US-amerikanische Fußballtorhüterin Hope Solo wurde auf Grund eines Tweets über das Zika-Virus im olympischen Fußball-Gruppenspiel USA gegen Neuseeland bei jeder Ballberührung ausgebuht. Der französische Stabhochspringer Renaud Lavillenie, der im olympischen Stabhochsprung-Finale gegen den Lokalmatador Thiago Braz um die Goldmedaille kämpfte, wurde vom Publikum während des Wettkampfs und später bei der Siegerehrung ausgepfiffen. IOC-Präsident Thomas Bach verurteilte das Verhalten des Publikums bei Twitter als „Schockierendes Verhalten der Zuschauer“.

### Offene Schulden
Bis 2017 waren noch immer nicht alle offenen Schulden in Höhe von rund 100 Millionen Reais (30 Mio. Euro) der Organisatoren bezahlt. Den Gläubigern wurden Sachgüter als Bezahlung angeboten, zudem sollten sie auf 30 Prozent ihrer Forderungen verzichten. Aufgrund der ausstehenden Schulden konnte das Organisationskomitee im Juni 2017 nicht wie geplant aufgelöst werden.

### Nachnutzung des Olympiaparks
Die Organisatoren versprachen im Vorfeld, für nachhaltige Olympische Spiele zu sorgen, indem die eigens erstellte Infrastruktur weiterbetrieben oder umgenutzt werde. Die Umsetzung dieses Versprechens wird durch die desolate Finanzlage der Stadt und des Bundesstaats Rio de Janeiro jedoch massiv erschwert. Die Konzepte für die Nachnutzung des Olympiaparks wurden mangelhaft umgesetzt oder funktionierten nicht.

## Zwischenfälle
- Kanu-Trainer Stefan Henze aus Deutschland starb an den Folgen eines Verkehrsunfalls. Die beiden weiteren Insassen des Taxis wurden leicht verletzt.
- In zwei Becken verfärbte sich das Wasser aufgrund vermehrten Algenwachstums grün. Die Ursache war eine Einleitung von zu viel Wasserstoffperoxid in das Becken.[72]
- Eine Kamera brach aus ihrer Verankerung an Seilen und stürzte in den Olympiapark. Sieben Menschen wurden leicht verletzt.[73]
- Der US-Schwimmsportler Ryan Lochte, der Gold über 4-mal 200 Meter Freistil der Männer gewann, und drei seiner Mannschaftskameraden behaupteten, mit einer Waffe bedroht und ausgeraubt worden zu sein; die Täter hätten Polizeiuniformen getragen. Ermittlungen zufolge hatten Ryan Lochte und seine drei Mannschaftskameraden jedoch betrunken an einer Tankstelle randaliert und dabei Sachschaden verursacht. Um das zu vertuschen, täuschten sie einen Raubüberfall vor.[74]
- Hope Solo, Torhüterin der US-amerikanischen Frauenfußball-Auswahl, äußerte sich nach dem Viertelfinalaus gegen Schweden harsch und bezeichnete die Gegner nach dem Spiel aufgrund deren defensiven Spielweise als einen „Haufen Feiglinge“. Daraufhin sperrte sie die United States Soccer Federation (USSF) für sechs Monate.[75][76]